# 和歌山県道217号近露平瀬線
和歌山県道217号近露平瀬線（わかやまけんどう217ごう ちかつゆひらせせん）は、和歌山県田辺市を通る一般県道である。

## 概要
田辺市中辺路町近露から田辺市平瀬に至る。
全線にかけて日置川に沿っている。

### 路線データ
- 起点：和歌山県田辺市中辺路町近露
- 終点：和歌山県田辺市平瀬（国道371号交点、和歌山県道218号平瀬上三栖線起点）
- 実延長：10.027 km

## 路線状況

### 道路施設

#### 橋梁
- 落合橋（日置川、田辺市）

## 地理

### 通過する自治体
- 和歌山県
  - 田辺市

### 交差する道路
| 交差する道路                          | 交差する場所 | 交差する場所       |
| ------------------------------------- | ------------ | ------------------ |
| 国道311号                             | 中辺路町近露 | 中辺路町近露交差点 |
| 国道371号 和歌山県道218号平瀬上三栖線 | 平瀬         | 終点               |

### 沿線
- 日置川